# Колокол Свободы (марш)
Колокол Свободы (англ. The Liberty Bell) — американский марш композитора Джона Филипа Сузы.
Был написан в 1893 году и первоначально предназначался для незавершенной оперетты «Заместитель дьявола» (англ. The Devils' Deputy). Во время посещения спектакля «Америка», на выставке в Чикаго в честь 400-летия открытия Америки, на заднике которого был изображён большой «Колокол свободы», менеджер оркестра Сузы Джордж Хинтон (George Hinton) предложил назвать этот марш в честь колокола. По случайному стечению обстоятельств, на следующее утро Суза получил письмо от жены, в котором она сообщала, что их сын участвовал в параде в Филадельфии, посвящённом возвращению из турне этого самого «Колокола свободы». В результате всего этого марш был переименован и оказался первым произведением, принёсшим Сузе значительный доход.

## Исполнения
- Марш исполнялся Оркестром морской пехоты США на четырёх из шести последних церемоний инаугурации президента США.
- В отдельных выступлениях Оркестр морской пехоты США использует при исполнении марша судовой колокол с военного транспорта типа Либерти — SS John Philip Sousa[англ.] (1943—1946, далее по иными именами как коммерческое судно) — названного в честь композитора марша.
- В 1958 году балетмейстер Джордж Баланчин использовал его в своём балете «Звёзды и полосы» (оркестровка Херши Кея[англ.]).
- В 1969 году Терри Гиллиам использовал его в качестве заглавной темы, звучащей во время титров британского телевизионного юмористического сериала «Летающий цирк Монти Пайтона».
- Марш «Колокол свободы» звучит в фильме Вадима Абдрашитова «Время танцора» в эпизоде, когда Фидель везёт на автобусе главных героев с вокзала.